# Artonis
Artonis là một chi nhện trong họ Araneidae.